# 索希莱斯特雷
索希莱斯特雷（法語：Sauchy-Lestrée）是法国北部-加来海峡大区加来海峡省的一个市镇，属于阿拉斯区马基永县。该市镇2009年时的人口为455人。

## 人口
索希莱斯特雷人口变化图示
| 数据来源：INSEE |